# 梁純夏
梁 純夏（りょう すみか、10月1日 - ）は、日本の女性声優。福岡県出身。ぷろだくしょんバオバブ所属。

## 人物
資格は実用英語技能検定準2級、ハングル能力検定準2級、医療事務。特技はピアノ、バスケ。趣味はギター、ダンス（ジャズ・ファンク）、水彩画、カラオケ、イラスト（デジタル）。語学は韓国語。方言は北九州弁。

## 出演

### 吹き替え

#### 映画
2020年
- オールド・ガード（デイジー〈ナターシャ・カラム〉）

2022年
- ロイヤル・トリートメント

2023年
- アステロイド・シティ（シェリー〈ソフィア・リリス〉）
- チャンピオンズ（ゾーイ〈ステファニー・サイ〉）

2024年
- 失恋セラピー
- バーバリアン
- チャレンジャーズ
- Back to Black エイミーのすべて

#### ドラマ
2018年
- HAWAII FIVE-0 シーズン9（ボニー・ピアセン〈マッケナ・ジェイムス〉）

2019年
- サウンドトラック
- シドニーとがんばりマックス
- ビカミング・ア・ゴッド
- ファスト・レイン（クォン〈ダイアナ・バン〉）

2020年
- Julie and the Phantoms（ジェリー〈マディソン・レイエス〉）

2022年
- マーダーズ・イン・ビルディング
- レジェンド・オブ・トゥモロー シーズン4

2024年
- アウターバンクス シーズン4（ルーシー）
- ブラッドハウンド

#### アニメ
- キティ・キャッツ（ザミ）
- ユニコーン・アカデミー（エヴァ・バンジー）

#### ボイスオーバー
- ネクスト・イン・ファッション（ヘイリー）
- リターン・トゥ・スペース
- Mr.マクマホン: 悪のオーナー